# العزيزة
قرية العزيزة هي إحدى القرى التابعة لمركز المنزلة في محافظة الدقهلية في جمهورية مصر العربية. حسب إحصاءات سنة 2006، بلغ إجمالي السكان في العزيزة 22333 نسمة، منهم 11547 رجل و10786 امرأة.